# Pontifex
Der Pontifex war im römischen Reich ein sakraler Beamter (ungenau als Priester bezeichnet). Die Pontifices waren in einem Gremium, dem Collegium pontificum, zusammengefasst. Das Pontifikalkollegium war diejenige Behörde, die für die Wahrnehmung aller Zeremonien und Opfer nach dem patrius ritus zuständig war. Ihm fielen alle Aufgaben des regelmäßigen staatlichen Gottesdienstes zu, die nicht anderweitig besonders geordnet waren. Der Vorsteher des Kollegiums war der Pontifex Maximus.

## Etymologie und Vorgeschichte
Die Etymologie des Wortes pontifex ist nicht endgültig geklärt. Am weitesten verbreitet ist die volksetymologische Ableitung vom lateinischen pons („Brücke“) und facere („machen“) mit der Deutung als „Brückenbauer“. Die erste Erwähnung dieser Bedeutung findet sich bei Varro. Dionysios von Halikarnassos stimmt mit Varro überein und erwähnt, dass noch im Jahr 7 v. Chr. die Pontifices für die Instandhaltung der Brücken über den Tiber zuständig waren, obwohl sie ebenso den wichtigsten religiösen Funktionen vorsaßen. Es wurde versucht, die problematische Diskrepanz zwischen der etymologischen Bedeutung des Wortes pontifex als Ingenieur bzw. Zimmermann und der offiziellen Funktion des Amtes auf verschiedene Weise zu erklären. Judith Hallett (1970) präsentierte mehrere römische Ämter, deren alte Titel auch nach Einführung der neu-römischen Funktion beibehalten wurden. Theodor Mommsen (1905) leitete die Legitimation der Pontifices direkt aus ihrer Tätigkeit als Brückenbauer ab.
Hallett führte weiterhin die Theorie einer älteren Bedeutung des Wortes pons ein, für die jedoch keine direkten römischen Quellen existieren. Aus einer Ableitung von der indo-europäischen Wurzel ergibt sich eine mögliche Bedeutung von pons als „Weg“, analog zum Wort pànthah im vedischen Sanskrit. Somit ist denkbar, dass das Wort pons im Lateinischen die Sekundärbedeutung als „Weg“ bzw. „Pfad“ behalten hat, von der die Brücke ebenfalls ein Teil gewesen sein wird. Hierauf deutet auch die Tatsache, dass das Wort pànthah im religiösen bzw. spirituellen Sinn als Synonym für den unbekannten und tückischen Weg benutzt wurde. Das Wort pons kann also mit einem Gefühl von Magie und Mysterium assoziiert worden sein, jedoch nicht Form einer Anrufung von höheren Mächten, sondern als „unabhängige mechanische Kraft“, mit der der Pontifex die Natur zu beeinflussen versuchte. Ähnliche Wurzeln im Okkulten und der Magie finden sich in alten römischen Ritualen wie dem aquaelicium oder den argeorum sacra, wobei die Brücke, auf der die Pontifices die magische Zeremonie durchführten, als ein Ort von überwältigender Kraft angesehen wurde.
Somit ist die Entstehung der pontifikalen Amtsmacht in Rom nicht im Brückenbau zu suchen, sondern in der primitiven Migrationszeit vor der ersten Besiedlung des Palatin. Der Vorläufer des collegium pontificum könnte eine Gruppe von Spezialisten gewesen sein, die mit magischen Geheimriten „den Weg bahnten“ und gefährliche Gebiete durchquerten. Folglich kann für pontifex die sehr wahrscheinliche Sekundärbedeutung als „Pfadbahner“ angenommen werden, in direktem Sinn als autorisierter „Brückenbauer“ über den heiligen Tiber sowie als Vermittler zwischen Menschen und Göttern.
Eine ernstzunehmende Alternative zur Klärung der Bedeutung des Wortes pontifex lieferte Hubert Le Bourdellès (1976). Im Gegensatz zu anderen Priestern der religio Romana waren die Dienste des pontifex nicht einem einzelnen Gott gewidmet, sondern waren in universeller Kompetenz ein Dienst an allen Göttern. Laut Le Bourdellès ergeben sich zwei Schlussfolgerungen: Zum einen kann das Wort pontifex nicht älter als die Funktion des Amtes sein, wobei die Funktion sich während der Entstehung Roms entwickelt haben müsste und Teil des religiösen Systems war, das den rex sacrorum und die flamines – mit Ausnahme des flamen Dialis – enthielt; zum anderen muss das Element ponti- in pontifex unter Zuhilfenahme damaliger lexikalischer Werke der lateinischen Sprache interpretiert werden. Letztere sind jedoch nicht vorhanden, und die zweifelhafte volksetymologische Erklärung verbindet ponti- immer mit „dem Pfad“ bzw. „der Brücke“, ohne der Universalität und Totalität des Pontifex-Amtes gerecht zu werden. Dies kann jedoch durch eine Rückführung auf eine umbrische Wurzel erreicht werden, die für das Lehnwort ponti- ursprünglich einen universellen Charakter enthielt. Für diese Theorie sprechen indirekte Beweise in der römischen Literatur: das Derivat pontificium wird in den Schriften von Aulus Gellius erwähnt, der es mit delibero und statuo verband und dem Pontifikat damit eine souveräne Entscheidungsmacht zuschrieb. Arnobius koppelte den pontifex mit dem Wort potestas. Somit erscheint der Titel pontifex im Licht einer sowohl umfassenden Autorität im gerichtlichen Sinn als auch einer unumschränkten spirituellen Macht über die römischen Kulte sowie einer uneingeschränkten Verantwortung für das ius sacrum.
Andere weniger beachtete Vorschläge sind die Ableitung von pompa (feierlicher Aufzug) und die volksetymologische Verballhornung eines ähnlich klingenden, jedoch etymologisch unverwandten etruskischen Wortes für „Priester“.
Es ist festzuhalten, dass die Entstehung des Wortes pontifex weiter zurückliegt als alle antiken Dokumente zu diesem Thema. Somit ist es kein Zufall, dass selbst den Römern der klassischen Antike das Amt des Pontifex nur über widersprüchliche Traditionen bekannt war. Dadurch erklärt sich der Mangel an Übereinstimmung der antiken Experten und Historiker in den Dokumenten über den Ursprung des Amtes sowie des Titels.

## Geschichte
Die Legende führt die Berufung der Pontifices auf Numa Pompilius zurück. Tatsächlich war die Entstehung der Pontifices wohl ein längerer Prozess, in dessen Folge sich am Ende der Königszeit das Priestertum vom Königtum getrennt hatte. Neben den eigentlichen Pontifices gehörten von Anfang an eine Reihe verschiedener Priestertümer zum Kollegium:
- der Rex sacrorum („Opferkönig“)
- zwei der drei Flamines maiores (Flamen Martialis, Flamen Quirinalis) sowie der Flamen Dialis[15]
- die 12 Flamines minores
- die 6 Virgines Vestales („vestalische Jungfrauen“)

Die eigentlichen Pontifices waren zunächst drei Priester (mit dem Pontifex Maximus). Im Laufe der Zeit musste die Zahl den Bedürfnissen des wachsenden Gemeinwesens angepasst werden. So wurde die Mitgliederzahl zunächst auf 6, später auf 9 erhöht. Sulla vermehrte die Zahl auf 15 und Caesar fügte noch ein 16. Mitglied hinzu.
Im Jahre 196 v. Chr. wurde das Kollegium durch die Abspaltung der Septemviri epulonum entlastet. Bereits im Jahr 300 v. Chr. hatten sich die Plebejer mit der Lex Ogulnia etwa die Hälfte der Stellen im Kollegium gesichert.
Unter Augustus erfuhr das Kollegium schließlich noch einmal einschneidende Veränderungen: Im Jahr 29 v. Chr. wurde ihm durch Senatsbeschluss das Recht gegeben, Mitglieder auch über die gesetzlich festgelegte Zahl hinaus zu ernennen. In der Folge kann für die Pontifices keine feste Mitgliederzahl mehr angegeben werden. Auch führte Augustus einen Promagister in das Kollegium ein, der ihn in den Geschäften des Pontifex Maximus vertrat. Zudem wurden die Flamines divorum, die Priester, die für den Kult der konsekrierten Kaiser zuständig waren, an das Kollegium angegliedert.

## Aufnahme der Mitglieder
Seit dem Ende des Königtums erfolgte die Ergänzung aller großen Kollegien durch Kooptation. Eine Ausnahme bildeten der Rex sacrorum, die Flamines und die Vestalinnen, die vom Pontifex Maximus ernannt wurden. Die Kooptation war ein Ergebnis einer Abstimmung unter den Mitgliedern. Im Jahr 145 v. Chr. scheiterte ein Versuch, die Kooptation durch die Volkswahl zu ersetzen, aber 103 v. Chr. wurde die Praxis doch geändert. Man dehnte nun das Verfahren, das schon länger für die Wahl des Pontifex Maximus galt, auf die Mitglieder aller großen Kollegien aus. Fortan wurden durch das Los 17 Tribus bestimmt, die stellvertretend für das ganze römische Volk den neuen Priester ernannten. Anschließend wurde der Gewählte vom Kollegium kooptiert. Sulla hob dieses Verfahren zwar wieder auf, doch wurde es 63 v. Chr. wieder eingeführt. Im Jahr 14 n. Chr. ging die Wahl auf den Senat über.
Nach der Wahl erfolgte die cooptatio durch einen Obmann aus dem Kollegium und die feierliche Amtseinführung.

## Aufgaben
Die Aufgabe der Pontifices bestand vor allem in der Überwachung aller religiösen Vorschriften. Sie waren zunächst angeblich – laut sehr viel späterer Überlieferung – buchstäblich als Brückenbauer, die die erste Tiberbrücke unterhielten (den Pons Sublicius), zugleich für den Kontakt mit dem Flussgott Tiber zuständig, was ihrer Bedeutung als Berater in allen rechtlichen – und damit religiösen – Handlungen versinnbildlicht. Sicher ist, dass sie nach Ansicht der Römer die geheimnisvolle Welt der Götter kannten und daher die Menschen in allen religiösen Fragen – wozu gerade das Recht gehörte – beraten konnten. Die Beratung erfolgte unentgeltlich. Aufgrund ihrer sakralen Stellung beherrschten die pontifices die Regeln für den Verkehr Roms mit den Göttern (ius sacrum) wie auch des Verkehrs der Römer untereinander (ius). Sie legten daher die Gerichtstage fest, kannten die Klageformeln des altrömischen Prozesses und die Formeln für den Abschluss von Rechtsgeschäften. Nach der Auffassung der römischen Frühzeit kam es nämlich wie beim Gebet auch in Rechtsdingen auf den Gebrauch der richtigen Wörter an. Die Gebets- und Rechtsformeln (fasti) waren nach der damaligen Vorstellung Zauberformeln. Die fasti wurden im Archiv des Kollegiums aufbewahrt und waren geheim. Die pontifices hatten also in Rechtsdingen zunächst eine Monopolstellung, die sie jedoch verloren, als die fasti veröffentlicht wurden. Damit wurden Rechtspflege und Rechtswissenschaft verweltlicht. Die Entwendung soll um 300 v. Chr. geschehen sein; sie wird dem Schreiber Gnaeus Flavius zugeschrieben. Nach ihm wird sie auch ius Flavianum genannt.

## Römisch-katholische Kirche
Im späten 4. Jahrhundert n. Chr. legten die nunmehr christlichen Kaiser den Titel des Pontifex Maximus aufgrund seiner paganen Konnotation ab, auch wenn sich noch Anastasios I. 516 in einem Schreiben an den römischen Bischof als Pontifex bezeichnete und damit seinen Anspruch unterstrich, in kirchliche Angelegenheiten eingreifen zu dürfen (Hormisd. epist. 12). Um das Jahr 600 ging der Titel des Pontifex Maximus dann endgültig auf das Papsttum über. Zuweilen wird heute auch nur Pontifex als Synonym für Papst verwendet. Als Teil der offiziellen Titulatur des Papstes hat sich die Bezeichnung Summus Pontifex („oberster Pontifex“) bis heute erhalten. Analog dazu werden zuweilen auch die Bischöfe und sogar Äbte mit Pontifex im allgemeineren Sinne von „Brückenbauer“ zwischen Himmel und Erde bzw. zwischen Gott und Menschen – bezeichnet, vor allem dann, wenn sie einem Pontifikalamt vorstehen.